# William B. Buffum
William „Bill“ Burnside Buffum (* 10. September 1921 in Binghamton, New York: † 13. April 2012 in Hawaii) war ein US-amerikanischer Diplomat, der unter anderem zwischen 1970 und 1974 Botschafter der Vereinigten Staaten im Libanon und von 1974 bis 1975 im Außenministerium Leiter der Unterabteilung Internationale Organisationen (Assistant Secretary of State for International Organization Affairs) war. Er fungierte ferner zwischen 1976 und 1987 als Untergeneralsekretär der Vereinten Nationen für politische Angelegenheiten.

## Leben

### Studien, Eintritt und Verwendungen im diplomatischen Dienst
William „Bill“ Burnside Buffum absolvierte zunächst ein Studium der Pädagogik am Oneonta State Teachers College, das er 1943 mit einem Bachelor of Education (BEd) beendete. Während des Zweiten Weltkrieges begann er 1943 seinen Militärdienst in der US Army und schied 1946 aus dem aktiven Dienst. Nach einem Studienaufenthalt an der University of Oxford war er von 1946 bis 1949 als Dozent an der University of Pittsburgh und schloss dort zugleich 1948 ein postgraduales Studium der Literaturwissenschaften mit einem Master of Letters (MLitt) ab. Anschließend trat er 1949 als Foreign Service Officer in den diplomatischen Dienst des Außenministeriums und fand in den folgenden Jahren zahlreiche Verwendungen im Ministerium sowie an Auslandsvertretungen. Er war unter anderem in der Bundesrepublik Deutschland zwischen 1949 und 1952 Vizekonsul in Stuttgart und wechselte daraufhin an die Botschaft in Bonn, an der er zunächst zwischen 1953 und 1955 Mitarbeiter der Verwaltung sowie anschließend von 1955 bis 1957 Zweiter Sekretär war.
Nach seiner Rückkehr in die USA übernahm er zahlreiche Funktionen im Außenministerium und war von 1958 bis 1959 erst Referent sowie danach zwischen 1960 und 1961 verantwortlicher Beamter im Referat Politische Angelegenheiten der Vereinten Nationen. Daraufhin war er zwischen 1961 und 1965 erst stellvertretender Leiter sowie zuletzt Leiter des Referats Politische Sicherheitsangelegenheiten der Vereinten Nationen. Nachdem er von 1965 bis 1967 stellvertretender Leiter der Unterabteilung Internationale Organisationen (Deputy Assistant Secretary of State for International Organization Affairs) war, fungierte er zwischen 1967 und 1970 als stellvertretender Ständiger Vertreter der USA bei den Vereinten Nationen in New York City.

### Botschafter,Assistant Secretary of Stateund UN-Untergeneralsekretär
Am 21. September 1970 wurde „Bill“ Buffum zum Botschafter der Vereinigten Staaten im Libanon und übergab dort am 13. Oktober 1970 als Nachfolger von Dwight J. Porter seine Akkreditierung. Er verblieb bis zum 17. Januar 1974 auf diesem Posten und wurde im Anschluss von G. McMurtrie Godley abgelöst. Einen Monat vor seiner Abberufung wurde er am 19. Dezember 1973 im Außenministerium Leiter der Unterabteilung Internationale Organisationen (Assistant Secretary of State for International Organization Affairs) berufen und übernahm diesen Posten als Nachfolger von David H. Popper offiziell am 4. Februar 1974. Diese Funktion behielt er bis zum 18. Dezember 1975, woraufhin Samuel W. Lewis ihn ablöste.
Nach seinem Ausscheiden aus dem diplomatischen Dienst wurde William B. Buffum vom Generalsekretär der Vereinten Nationen Kurt Waldheim 1976 zum Untergeneralsekretär der Vereinten Nationen für politische Angelegenheiten ernannt und bekleidete dieses Amt auch unter Waldheims Nachfolger Javier Pérez de Cuéllar bis 1987.
Aus seiner Ehe mit Alma Bauman gingen die drei Töchter Karen, Diane und Andrea hervor.